# Rockport (Maine)
Rockport – miasto w Stanach Zjednoczonych, w stanie Maine, w hrabstwie Knox.